# Tulipa subbiflora
Tulipa subbiflora är en liljeväxtart som beskrevs av Aleksei Ivanovich Vvedensky. Tulipa subbiflora ingår i släktet tulpaner, och familjen liljeväxter. Inga underarter finns listade.